# Give Us a Wink
Give Us a Wink (en español «Dénos un guiño») es el cuarto álbum de estudio de la banda de glam rock británica Sweet, lanzado en marzo de 1976. Fue el primero compuesto íntegramente con canciones escritas y producidas por los cuatro miembros de la banda. Anteriormente habían dependido de covers o de escritores como Nicky Chinn y Mike Chapman.
Se publicó una versión remasterizada digitalmente en CD en 1999 con dos bonus tracks. Otra versión remasterizada fue reeditada en CD en 2005 con tres bonus tracks diferentes.

## Contenido
En este álbum, Sweet completó el traslado casi total al estilo de hard rock que siempre había sido la marca de los lados B de los sencillos escritos por ellos mismos; estas canciones respaldaban y contrastaban con las de orientación pop, escritas por el dúo Nicky Chinn y Mike Chapman, desde sus inicios en 1971 hasta 1975.
Give Us a Wink contiene dos sencillos, «Action» y «The Lies In Your Eyes», que fueron grabados y lanzados antes de que el propio álbum. «Action» fue uno de los últimos grandes éxitos internacionales de la banda: alcanzó el Top 10 en numerosos países europeos y Canadá en 1975, pero se estancó en el puesto núm. 15 en el Reino Unido y el núm. 20 en los Estados Unidos. Aunque «The Lies In Your Eyes» alcanzó solamente el núm. 35 en el Reino Unido, también fue muy popular en otras partes de Europa, así como en Australia. Un tercer sencillo, titulado «4th Of July» fue lanzado solo en Australia, pero no logró ingresar a listados.  

Give Us a Wink llegó al núm. 3 en Suecia, núm. 9 en Alemania y alcanzó el Top 20 en Noruega, Canadá y Australia. En los Estados Unidos alcanzó un aceptable núm. 27, pero curiosamente no logró ingresar a ningún listado de su propio país, el Reino Unido.

### Versión estadounidense
La versión estadounidense volteó los lados B del álbum en LP, y añadió una canción llamada «Lady Starlight» como tercera pista en la segunda cara; este tema ya se había incluido en la versión europea del disco Desolation Boulevard de 1974, pero no estaba disponible en ningún álbum americano hasta ese entonces.

## Portada
El álbum fue ilustrado con una figura intencionalmente llamativa -similar a un rostro humano sobre una pared-, creada por el artista gráfico estadounidense Joe Petagno, quien ya había diseñado la del álbum previo de Sweet, Strung Up (1975). El LP original de 1976 se lanzó con una funda o cubierta troquelada de cartón de dos piezas, que simulaban el guiño de uno de los ojos; esto se lograba al introducir o sacar la funda impresa interior, que abría o cerraba el ojo derecho de la figura.

## Lista de canciones
Todas las canciones compuestas por Brian Connolly, Steve Priest, Andy Scott y Mick Tucker.

### Versión europea
1. «The Lies in Your Eyes» (grabado en AIR Studios, Londres) – 3:48
2. «Cockroach» – 4:51
3. «Keep It In» – 5:00
4. «4th Of July» – 4:24
5. «Action» (grabado en Audio International Studios, Londres) – 3:44
6. «Yesterday's Rain» – 5:16
7. «White Mice» – 4:58
8. «Healer» – 7:17

#### Bonus tracks en lanzamiento de 1990
1. «Fox On The Run» - 4:49
2. «Lady Starlight» (Andy Scott) - 3:09
3. «Sweet Fanny Adams» - 6:16
4. «Miss Demeanor» - 3:17

#### Bonus tracks en lanzamiento de 1999
1. «Someone Else Will» – 3:25
2. «Miss Demeanor» – 3:17

#### Bonus tracks en lanzamiento de 2005
1. «Action» (7" versión) - 3:29
2. «Cockroach» (Munich mix) - 3:47
3. «4th Of July» (Munich mix) - 4:22

### Versión japonesa
1. «Action» – 3:44
2. «Yesterday's Rain» – 5:16
3. «White Mice» – 4:57
4. «Healer» – 7:16
5. «Fox On The Run» – 3:24
6. «The Lies in Your Eyes» – 3:44
7. «Cockroach» – 3:49
8. «Lady Starlight» - 3:10
9. «Keep It In» – 4:57
10. «4th Of July» – 4:22

## Personal
- Brian Connolly – vocales, instrumento de cuerda
- Steve Priest – bajo, vocales, violonchelo
- Andy Scott – guitarras, vocales, violonchelo, sintetizador, bolsa de voz
- Mick Tucker – percusión, vocales, vilonchelo, gong por fases

Personal adicional
- Louie Austin – ingeniero
- Trevor Griffin – solo de piano (pista 4)
- Mack – ingeniero de audio
- Nick Ryan – ingeniero

## Posiciones en listas
| País                           | Máxima posición (1976) |
| ------------------------------ | ---------------------- |
| Alemania(Media Control Charts) | 9                      |
| Dinamarca (Tracklisten)        | 4                      |
| Noruega (VG-lista)             | 15                     |
| Suecia (Sverigetopplistan)     | 3                      |
| Australia (ARIA Charts)        | 17                     |
| Estados Unidos (Billboard 200) | 27                     |
| Canadá (Canadian Albums Chart) | 11                     |